# يفله
يفله (بالسويدية Gävle) وهي مدينة سويدية تقع بوسط السويد، وهي عاصمة مقاطعة يافلبورغ. عدد سكانها حوالي 71.033 نسمة.

## المناخ
يظهر الجدول التالي التغييرات المناخية على مدار السنة ليفله:
| البيانات المناخية لـيفله               | البيانات المناخية لـيفله | البيانات المناخية لـيفله | البيانات المناخية لـيفله | البيانات المناخية لـيفله | البيانات المناخية لـيفله | البيانات المناخية لـيفله | البيانات المناخية لـيفله | البيانات المناخية لـيفله | البيانات المناخية لـيفله | البيانات المناخية لـيفله | البيانات المناخية لـيفله | البيانات المناخية لـيفله | البيانات المناخية لـيفله |
| الشهر                                  | يناير                    | فبراير                   | مارس                     | أبريل                    | مايو                     | يونيو                    | يوليو                    | أغسطس                    | سبتمبر                   | أكتوبر                   | نوفمبر                   | ديسمبر                   | المعدل السنوي            |
| -------------------------------------- | ------------------------ | ------------------------ | ------------------------ | ------------------------ | ------------------------ | ------------------------ | ------------------------ | ------------------------ | ------------------------ | ------------------------ | ------------------------ | ------------------------ | ------------------------ |
| الدرجة القصوى °م (°ف)                  | 11.0 (51.8)              | 12.5 (54.5)              | 18.3 (64.9)              | 27.1 (80.8)              | 28.9 (84.0)              | 36.4 (97.5)              | 34.4 (93.9)              | 34.0 (93.2)              | 28.0 (82.4)              | 22.7 (72.9)              | 15.0 (59.0)              | 11.7 (53.1)              | 36.4 (97.5)              |
| الحد الأقصى المتوسط °م (°ف)            | 6.1 (43.0)               | 7.5 (45.5)               | 13.4 (56.1)              | 18.3 (64.9)              | 24.3 (75.7)              | 26.6 (79.9)              | 28.8 (83.8)              | 27.3 (81.1)              | 22.5 (72.5)              | 16.4 (61.5)              | 11.0 (51.8)              | 7.3 (45.1)               | 29.7 (85.5)              |
| متوسط درجة الحرارة الكبرى °م (°ف)      | −0.7 (30.7)              | 0.3 (32.5)               | 4.5 (40.1)               | 10.0 (50.0)              | 15.5 (59.9)              | 19.1 (66.4)              | 22.3 (72.1)              | 21.2 (70.2)              | 16.7 (62.1)              | 9.6 (49.3)               | 4.4 (39.9)               | 1.2 (34.2)               | 10.3 (50.6)              |
| المتوسط اليومي °م (°ف)                 | −4.1 (24.6)              | −3.3 (26.1)              | −0.1 (31.8)              | 4.9 (40.8)               | 10.0 (50.0)              | 13.8 (56.8)              | 16.8 (62.2)              | 15.8 (60.4)              | 11.8 (53.2)              | 5.8 (42.4)               | 1.8 (35.2)               | −1.7 (28.9)              | 6.0 (42.7)               |
| متوسط درجة الحرارة الصغرى °م (°ف)      | −7.4 (18.7)              | −6.9 (19.6)              | −4.7 (23.5)              | −0.2 (31.6)              | 4.4 (39.9)               | 8.4 (47.1)               | 11.3 (52.3)              | 10.4 (50.7)              | 6.8 (44.2)               | 1.9 (35.4)               | −0.8 (30.6)              | −4.6 (23.7)              | 1.6 (34.8)               |
| الحد الأدنى المتوسط °م (°ف)            | −20.8 (−5.4)             | −19.2 (−2.6)             | −15.3 (4.5)              | −6.4 (20.5)              | −2.6 (27.3)              | 2.4 (36.3)               | 5.0 (41.0)               | 3.1 (37.6)               | −0.9 (30.4)              | −5.8 (21.6)              | −10.5 (13.1)             | −15.7 (3.7)              | −24.8 (−12.6)            |
| أدنى درجة حرارة °م (°ف)                | −30.4 (−22.7)            | −33.7 (−28.7)            | −29.9 (−21.8)            | −17.9 (−0.2)             | −7.3 (18.9)              | −4.5 (23.9)              | 1.0 (33.8)               | −2.2 (28.0)              | −5.7 (21.7)              | −15.1 (4.8)              | −22.5 (−8.5)             | −30.3 (−22.5)            | −33.7 (−28.7)            |
| الهطول مم (إنش)                        | 35.2 (1.39)              | 26.9 (1.06)              | 24.0 (0.94)              | 23.3 (0.92)              | 41.8 (1.65)              | 68.1 (2.68)              | 57.2 (2.25)              | 84.9 (3.34)              | 44.8 (1.76)              | 61.1 (2.41)              | 47.5 (1.87)              | 38.7 (1.52)              | 553.5 (21.79)            |
| المصدر #1: SMHI Open Data              |                          |                          |                          |                          |                          |                          |                          |                          |                          |                          |                          |                          |                          |
| المصدر #2: SMHI climate data 2002–2018 |                          |                          |                          |                          |                          |                          |                          |                          |                          |                          |                          |                          |                          |

## توأمة
ليفله اتفاقيات توأمة مع:
- كيلسي

## أعلام
- داغ مالمبيرغ
- ماركوس أولسون
- ريتشارد يوهانسون
- مارتين أولسون
- إميل بيرغمان
- لينارت يوهانسون
- اريك بينغتسون
- هنري أريكسون